# Nigeria ai Giochi della XVI Olimpiade
La Nigeria ha partecipato ai Giochi della XVI Olimpiade che si sono svolti a Melbourne dal 22 novembre all'8 dicembre 1956 con una delegazione di 10 atleti impegnati nell'atletica leggera, senza aggiudicarsi medaglie.